# 17991 Joshuaegan
17991 Joshuaegan este un asteroid din centura principală de asteroizi.

## Descriere
17991 Joshuaegan este un asteroid din centura principală de asteroizi. A fost descoperit pe 12 mai 1999 la Socorro, New Mexico, în cadrul proiectului LINEAR. Asteroidul prezintă o orbită caracterizată de o semiaxă mare de 2,29 ua, o excentricitate de 0,09 și o înclinație de 2,6° în raport cu ecliptica.